# Понтенуре (Пјаченца)
Понтенуре (итал. Pontenure) је насеље у Италији у округу Пјаченца, региону Емилија-Ромања.
Према процени из 2011. у насељу је живело 5385 становника. Насеље се налази на надморској висини од 63 м.

## Становништво
Према резултатима пописа становништва 2011. у општини је живело 6.373 становника.
| 1936. | 1951. | 1961. | 1971. | 1981. | 1991. | 2001. | 2011. |
| ----- | ----- | ----- | ----- | ----- | ----- | ----- | ----- |
| 4.577 | 4.825 | 4.653 | 4.951 | 5.161 | 5.042 | 28    | 6.373 |